# Óscar Rivas
Óscar Rivas (født 6. juni 1987) er en colombiansk amatørbokser, som konkurrerer i vægtklassen super-sværvægt. Rivas har ingen større internationale resultater, og fik sin olympiske debut da han repræsenterede Colombia ved sommer-OL 2008. Her blev han slået ud i kvartfinalen af Roberto Cammarelle fra Italien i samme vægtklasse.